# ورنر هرتسوک
ورنر هرتسوک (به آلمانی: Werner Herzog) [ʋɛɐ̯nɐ ˈhɛɐ̯tso:k] (زادهٔ ۵ سپتامبر ۱۹۴۲) کارگردان، فیلم‌نامه‌نویس، رمان‌نویس، بازیگر، کارگردان اپرا و تهیه‌کنندهٔ آلمانی است. او از فیلمسازان نسل جدید آلمان به‌شمار می‌آید که آثارش از سوی محافل هنریِ بسیاری مورد ستایش قرار گرفته‌اند.

هرتسوک به‌خاطر استفاده از نابازیگران بومی به‌ویژه در فیلم‌های مستندش شهرت دارد. نخستین فیلم بلند این فیلمساز به نام نشانه‌های زندگی، جایزهٔ معتبر خرس نقره‌ای جشنوارهٔ فیلم برلین را در سال ۱۹۶۸ نصیبش کرد. مهم‌ترین دستاورد سینمایی او، کسب جایزهٔ بهترین کارگردانی جشنوارهٔ فیلم کن در سال ۱۹۸۲ برای درام حماسی و ماجراجویانهٔ فیتزکارالدو بود. او در سال ۱۹۷۵ نیز به خاطر فیلم معمای کاسپار هاوزر برندهٔ جایزهٔ ویژهٔ هیئت داوران از جشنوارهٔ کن شده بود.
آخرین ساختهٔ او به نام «پسرم، پسرم، چه کرده‌ای» در سال ۲۰۰۹ در شصت و ششمین دورهٔ جشنوارهٔ هرتسوک فیلم ونیز مورد توجه و ستایش بسیار قرار گرفت.
او تاکنون افزون بر ساخت فیلم‌های مستند، کوتاه و بلند سینمایی، بیش از ۲۰ فیلم کوتاه و مستند برای تلویزیون نیز ساخته است. او در طول چند دهه فعالیت هنری خود، جوایز زیادی را از جشنواره‌های سینمایی آلمان، فرانسه، آمریکا، استرالیا، کانادا، هلند و … به دست آورده است.
هرتسوگ در ژوئن ۲۰۲۲ نخستین رمانش به نام جهان تاریک‌روشن (به انگلیسی: The Twilight World) را منتشر کرد. این رمان در واقع روایتی داستانی از زندگی هیرو اونودا بود. اونودا ستوان دوم ژاپنی بود که در واحد اطلاعات ارتش امپراتوری ژاپن کار می‌کرد. اونودا در اواخر جنگ جهانی دوم در سال ۱۹۴۴ برای مأموریت جاسوسی از نیروهای آمریکایی، به فیلیپین فرستاده شد و مسئولیت حفظ و مراقبت از یک جزیره «تا زمانی که مافوقش به او رسماً فرمان بدهد» به او سپرده شد. به این ترتیب او علیرغم پایان جنگ، تا ۳۰ سال با پنهان شدن در جنگل کار خود را ادامه داد و تلاش افراد و نیروهای مختلف برای این که به او بقبولانند جنگ پایان یافته و می‌تواند پستش را ترک کند، ناموفق باقی ماند. اونودا سرانجام در مارس سال ۱۹۷۴ پس از ملاقات با افسر فرماندهٔ سابق خود، از مخفیگاهش خارج شد و به ژاپن بازگشت.
این کتاب تنها با گذشت چند ماه از انتشار آن به انگلیسی توسط نشر کراسه با ترجمهٔ ابراهیم عامل محرابی به فارسی منتشر شد.

## زندگی‌نامه
ورنر هرتسوک اشتیپتیچ در ۵ سپتامبر ۱۹۴۲ در مونیخ دیده به جهان گشود. مادرش کروات تبار بود و پدر نژادی آلمانی داشت. کودکی ورنر در روستایی کوهستانی نزدیک مرز اتریش سپری شد. در ۱۴ سالگی به قصد رفتن به آلبانی، ایالت باواریا را ترک کرد و با پای پیاده بیش از ۲۰۰۰ کیلومتر را طی کرد.
او خود این سفر را یکی از دلایل فیلمساز شدنش می‌داند.

## فیلم‌شناسی

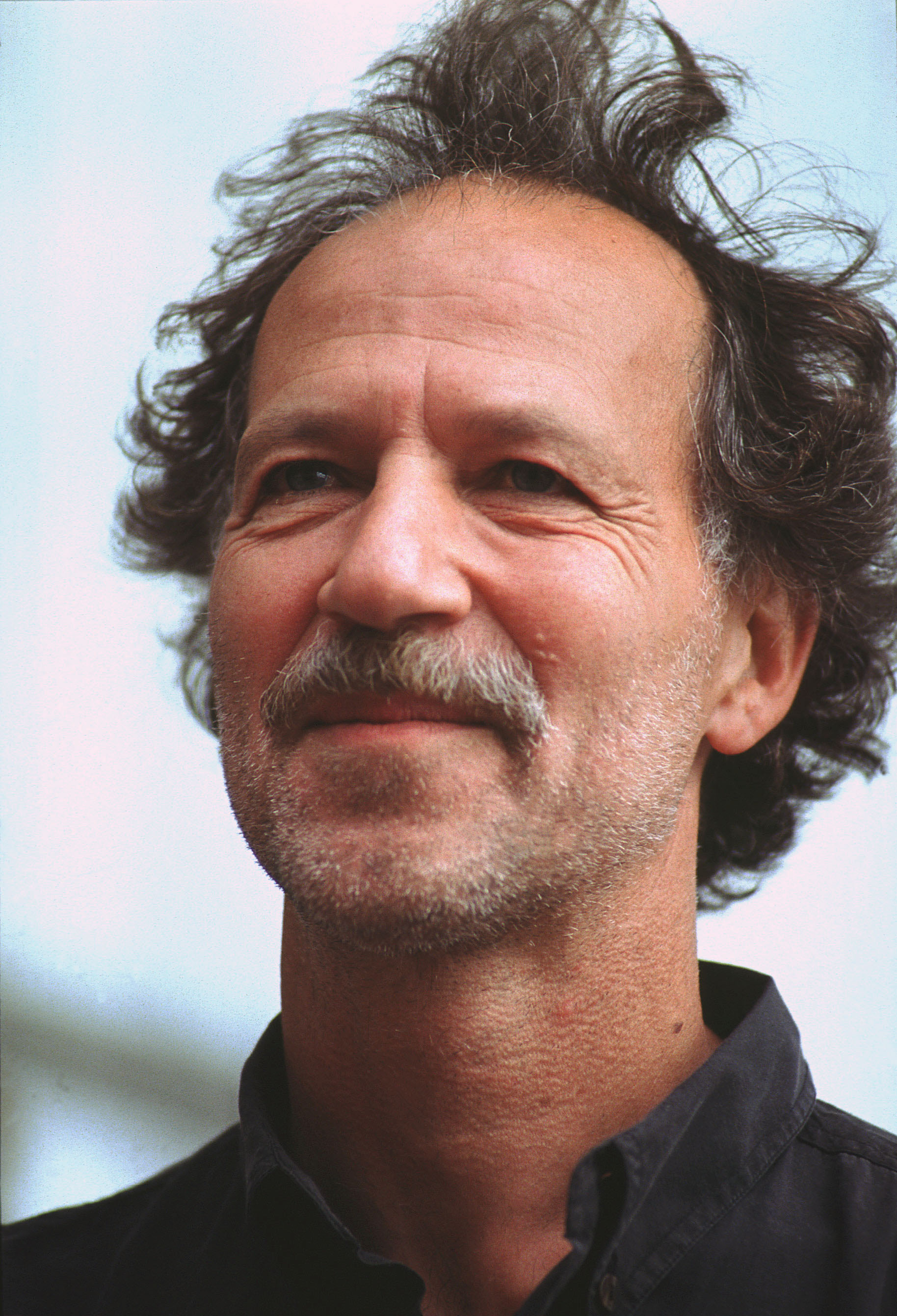
هرتسوک در جشنواره فیلم ونیز ۱۹۹۱

### کارگردانی فیلم بلند سینمایی
- نشانه‌های زندگی (۱۹۶۸)
- حتی کوتوله‌ها در آغاز کوچک بودند (۱۹۷۰)
- سراب (۱۹۷۱)
- آگیره، خشم پروردگار (۱۹۷۲)
- معمای کاسپار هاوزر (۱۹۷۴)
- قلب شیشه‌ای (۱۹۷۶)
- اشتروشک (۱۹۷۷)
- نوسفراتوی خون‌آشام (۱۹۷۹)
- ویتسک (۱۹۷۹)
- فیتزکارالدو (۱۹۸۲)
- جایی که مورچه‌های سبز خواب می‌بینند (۱۹۸۴)
- کبرا ورده (۱۹۸۷)
- فریاد سنگ (۱۹۹۱)
- شکست‌ناپذیر (۲۰۰۱)
- آبی وحشی دوردست (۲۰۰۵)
- سپیده‌دم رهایی (۲۰۰۷)
- بزرگ (۲۰۰۸)
- ستوان بد: بندر نیواورلئان (۲۰۰۹)
- پسرم، پسرم، چه کرده‌ای؟ (۲۰۰۹)
- ملکه صحرا (۲۰۱۵)
- نمک و آتش (۲۰۱۶)
- خانواده رمانتیک (۲۰۱۹)

### کارگردانی فیلم کوتاه
- هرکول (۱۹۶۲)
- بازی در شن (۱۹۶۴)
- دفاع جانانه از دژ دوچ‌کروز (۱۹۶۶)
- آخرین واژگان (۱۹۶۸)
- آماده‌باش در برابر متعصبان (۱۹۶۹)
- کسی با من بازی نخواهد کرد (۱۹۷۶)
- فرانسوی‌ها از نگاه … (۱۹۸۸)

### کارگردانی مستند
- پزشکان پروازی شرق آفریقا (۱۹۶۹)
- آینده معلول (۱۹۷۱)
- سرزمین سکوت و ظلمت (۱۹۷۱)
- سراب (۱۹۷۱)
- سرخوشی بزرگ اشتاینر نجار (۱۹۷۴)
- یک موش خرما دوست دارد چه‌قدر چوب بتراشد (۱۹۷۶)
- موعظه هویی (۱۹۸۱)
- مرد خشمگین خدا (۱۹۸۱)
- ترانه سرباز کوچک (۱۹۸۴)
- تاریکی درخشان کوهستان (۱۹۸۵)
- شبانان خورشید (۱۹۸۹)
- پژواک‌هایی از یک امپراتوری تاریک (۱۹۹۰)
- جاگ ماندیر (۱۹۹۱)
- درس‌های تاریکی (۱۹۹۲)
- ناقوس‌هایی از ژرفا (۱۹۹۳)
- دگرگونی کلمه در موسیقی (۱۹۹۴)
- جزوالدو: مرگ برای پنج آوا (۱۹۹۵)
- دیتر کوچک به پرواز احتیاج دارد (۱۹۹۷)
- بال‌های امید (۱۹۹۸)
- بهترین دوست من (۱۹۹۹)
- چرخ زمان (۲۰۰۳)
- الماس سفید (۲۰۰۴)
- مرد خرس قهوه‌ای (۲۰۰۵)
- ملاقات‌هایی در انتهای جهان (۲۰۰۷)
- غار رؤیاهای فراموش‌شده (۲۰۱۰)
- مردمان شادمان: یک سال در تایگا (۲۰۱۰)
- ببین، خیال‌اندیشی جهان به هم متصل را (۲۰۱۶)
- در ژرفای دوزخ (۲۰۱۶)
- تئاتر اندیشه (۲۰۲۲)

### کارگردانی مستند کوتاه
- لا سوفریر (۱۹۷۷)
- تصویر ورنر هرتسوک (۱۹۸۶)
- زیارت (۲۰۰۱)
- ده‌هزار سال بزرگ‌تر (۲۰۰۲)
- بوهمی (۲۰۰۹)

### مجموعه تلویزیونی
- در بند اعدام (۲۰۱۳–۲۰۱۲)

### بازیگری در سینما
- چه رویاهایی که می‌آیند (۱۹۹۸)
- جولین کله‌خر (۱۹۹۹)
- حادثه در لخ‌نس (۲۰۰۴)
- بزرگ (۲۰۰۸)
- جک ریچر (۲۰۱۲)
- پنگوئن‌های ماداگاسکار (۲۰۱۴)
- اوریون و تاریکی (۲۰۲۴)

### بازیگری در تلویزیون
- سیمپسون‌ها (۲۰۱۱٬۲۰۱۹٬۲۰۲۰٬۲۰۲۱)
- بابای آمریکایی! (۲۰۱۲)
- پارک‌ها و تفریحات (۲۰۱۵)
- ریک و مورتی (۲۰۱۵)
- مندلورین (۲۰۱۹)